# Vauriella gularis
El papamoscas embridado (Vauriella gularis) es una especie de ave paseriforme de la familia Muscicapidae.

## Distribución geográfica
Es endémica de las zonas montanas del norte de la isla de Borneo.

## Estado de conservación
Está amenazada por la pérdida de su hábitat natural.